# Liste des accidents ferroviaires en France en 1906
Pour des articles plus généraux, voir Liste des accidents ferroviaires en France, Liste des accidents ferroviaires en France au XXe siècle et Liste des accidents ferroviaires en France dans les années 1900.
La liste des accidents ferroviaires en France en 1906 est une liste non exhaustive, chronologique.

## Janvier
- 13 janvier 1906 – Sur la ligne de Portet-Saint-Simon à Puigcerda, vers 15 heures, un train de marchandises manœuvrant en gare d'Auterive pour laisser le passage à l'express venant de Toulouse déraille sur un aiguillage. Les wagons télescopent la machine qui verse, chaudière percée. Le chauffeur et le chef de train sont tués, le mécanicien est brûlé[1].

## Février
- 15 février 1906 – Sur la ligne Paris-Lyon, vers 11 heures, peu avant la gare de Mâcon, les rails s'écartent au passage un train de marchandises venant de Lyon, dont la locomotive et les six wagons de tête se renversent. Le conducteur chef[2] est tué dans son fourgon disloqué[3].

## Avril
- 16 avril 1906 – Vers 3 heures, sur la ligne Marseille-Vintimille, à Aubagne, dans le tunnel dit de Cassis, l'express Vintimille-Paris percute le train de marchandises le précédant, arrêté par suite d'une avarie de machine. Un conducteur[2] du train tamponné est tué, un wagonnier est blessé[4].
- 30 avril 1906 – À Andrésy, sur la ligne Paris-Mantes par Conflans, vers 20 heures 30, un train transatlantique venant de Cherbourg prend en écharpe un train de marchandises autorisé à s'engager sur les voies principales à la suite d'une dépêche erronée adressée au poste d'aiguillage. La collision fera trois morts et quatre blessés graves[5].

## Juillet
- 11 juillet 1906 – Sur la ligne Calais-Amiens, à 18 heures 45, le train rapide Calais-Bâle propulse hors des rails deux wagons d'un train de marchandises en manœuvre sur les voies principales, en gare d'Ailly-sur-Somme. Sous le choc, la marquise s'effondre et le bâtiment voyageur est éventré. La machine, le tender et les voitures de tête du train tamponneur se couchent 150 mètres plus loin, près d'une maison inhabitée dont ils provoquent l'effondrement. L'accident fait six blessés, dont cinq voyageurs[6].

## Août
- 14 août 1906 – Après une rupture d'attelage, dix wagons d'un train de marchandises empruntant la ligne de Limoges au Dorat repartent en arrière, et, en dérive dans la pente, viennent télescoper, en gare de Limoges-Bénédictins, une locomotive de manœuvre refoulant une rame, la projetant sur un train de voyageurs en partance et détruisant une grue hydraulique. Le mécanicien et le chauffeur de la machine tamponnée sont tués, une voyageuse heurtée par la portière du compartiment dans lequel elle montait est blessée[7].
- 20 août 1906 – À Camp-Major, faubourg d'Aubagne, sur le réseau de Marseille de la Compagnie générale française de tramways, deux tramways rapides de sens contraire se rencontrent dans une courbe sans visibilité sur la voie unique de la ligne Marseille-Aubagne. Dans la collision, un wattman est tué, et une vingtaine de personnes sont blessées[8].

## Septembre
- 10 septembre 1906 – Sur la ligne d'Amagne - Lucquy à Revigny, avant Vouziers, en gare de Vrizy-Vandy, vers 2 heures 30, un train mixte comprenant deux voitures de voyageurs déraille. Le chef de train est tué[9].

## Octobre
- 14 octobre 1906 – En gare d'Épernon, sur la ligne Paris-Le Mans, vers 17 heures, un omnibus venant de La Brohinière et à destination de Paris, quitte une voie de garage où il a attendu plus d'une heure le passage du rapide Paris-Brest, lorsqu'il est pris en écharpe par une locomotive haut-le-pied qui éventre quatre de ses voitures. L'accident fera neuf morts et une quarantaine de blessés, dont trois succomberont par la suite[10]. Bien qu'il s'en défende en invoquant la manœuvre trop tardive d'un aiguillage, six mois plus tard, le mécanicien de la machine tamponneuse, jugé pénalement responsable par le tribunal correctionnel de Chartres, sera condamné à un an de prison ferme[11], peine réduite à six mois avec sursis en appel[12].

## Novembre
- 9 novembre 1906 – Sur la ligne d'Hirson à Amagne-Lucquy, à 6 heures 15, un train de marchandises venant d'Hirson en prend en écharpe un autre, manœuvrant en gare de Novion-Porcien. La locomotive du train tamponneur déraille, et son chauffeur est tué[13].
- 10 novembre 1906 – À 18 heures 20, en gare de Poule-les-Écharmeaux sur la ligne de Paray-le-Monial à Givors-Canal, 34 wagons partent en dérive dans la pente. Afin de les arrêter, après qu'ils ont passé la boucle de Claveisolles, on provoque leur déraillement en gare de Saint-Nizier-d'Azergues. Un serre-frein, resté à son poste, est tué[14].
- 11 novembre 1906 – Sur la ligne de Vias à Lodève, un train de voyageurs déraille entre Pézenas et Saint-Thibéry. La machine et trois wagons tombent dans un remblai, faisant douze blessés, dont le chauffeur, grièvement brûlé aux jambes après avoir été enseveli sous le charbon du tender. Un rail cassé est découvert, laissant suspecter une manœuvre criminelle, mais l'enquête attribue finalement l'accident à l'effet des pluies torrentielles des jours précédents[15].
- 13 novembre 1906 – En gare de Saint-Amand-Montrond, vers 20 heures 30, un train de la ligne de La Guerche à Chateaumeillant du réseau à voie métrique du Cher, en panne de frein, ne peut s'arrêter à la jonction des voies avec la compagnie d'0rléans, et heurte la locomotive d'un train Montluçon-Paris, qui déraille. Dans le train tamponneur renversé, le mécanicien et le chauffeur sont tués, et six voyageurs blessés[16].

## Décembre
- 28 décembre 1906 – En gare de Maromme, sur la ligne de Paris-Saint-Lazare au Havre, vers 13 heures, un train de marchandises Sotteville-Le Havre manœuvrant pour déposer huit wagons coupe la voie principale sur laquelle survient un autre train de marchandises en provenance du Havre. Dans le choc, un conducteur-chef[2] est tué, un chauffeur grièvement blessé[17].